# Pitta (Insel)
Pitta (griechisch Πίττα (f. sg.)) auch Psathonisi oder Psatho (Ψαθονήσι, Ψαθώ) ist eine unbewohnte griechische Insel der Gemeinde Agathonisi in der Region Südliche Ägäis.
Die nahezu runde sehr flache Insel liegt weniger als 800 m nördlich der Nordwestküste von Agathonisi, die Meerestiefe liegt bei 34 m. Etwa 2 km östlich liegt die ebenfalls unbewohnte Insel Strongyli.
Pitta zeigt Spuren von ehemaligem landwirtschaftlichen Anbau, intensiver Beweidung und Brandrodung. Von der Insel sind 44 Arten von Farn- und Samenpflanzen bekannt. Die Vegetation ist stark degradiert, Vertreter der Phrygana fehlen fast vollständig. Die schmale und felsige Küstenzone ist von salzliebenden Arten einer Crithmo-Staticetea Strandfelsgesellschaft, wie Frankenia hirsuta, Limonium narbonense sowie Silene sedoides, Lotus edulis und Parapholis incurva besiedelt. Auch der Echte Kapernstrauch (Capparis spinosa) wurde nachgewiesen.